# BMAL
Bmal (receptor nuclear translocador de aril hidrocarburos en cerebro y músculo) es un gen que codifica proteínas implicadas en la regulación de los ritmos circadianos, como son ARNTL y ARNTL2. Las proteínas BMAL son factores de transcripción con un motivo hélice-bucle-hélice. BMAL-1 dimeriza in vivo con la proteína CLOCK y transactiva la expresión de los genes period y timeless en Drosophila, por medio de su unión a las secuencias E-box en sus promotores. El complejo BMAL1-CLOCK también regula los genes del criptocromo (como Cry1 y Cry2) y los genes Period (como Per1, Per2 y Per3).